# Berounský tunel
Berounský tunel (do roku 2023 Tachlovický tunel, dříve nazývaný též Železniční tunel Barrandov) je železniční tunel plánovaný pro vysokorychlostní trať Praha–Beroun, měl by mít délku přibližně 25 km. Maximální rychlost v tunelu by měla být 200 km/h, trať bude přizpůsobena smíšenému provozu osobní a nákladní dopravy, výstavba by měla být zahájena nejdříve v roce 2028. Doba průjezdu tunelem bude méně než 10 minut, čímž by se dosáhlo významné úspory času oproti stávající trati Praha–Beroun údolím Berounky.

## Historie
Vláda Jiřího Paroubka schválila tunelovou variantu v červenci 2005. Původně byla zvažována i varianta dvou na sebe navazujících tunelů. Tunel měl být původně dvoukolejný, pak se projekt přiklonil k dvojici jednokolejných tunelů, které budou každých 400 metrů propojeny spojovacími chodbami. Investorem byla Správa železniční dopravní cesty, generálním projektantem byl SUDOP Praha a. s. V lednu 2008 byly založeny webové stránky projektu. Během roku 2009 začaly přípravné práce – zapojování elektrických transformátorových stanic na očekávaných koncích tunelu. Nebyla však vybrána firma, která by měla provést vlastní stavební práce. První odhad nákladů činil asi 26 miliard Kč.
Poslanecká sněmovna v září 2009 v souvislosti s tímto tunelem ve zrychleném režimu schválila novelu zákona, podle níž k podzemním stavbám nebude třeba souhlas majitelů pozemků nad stavbou, pokud se jich výstavba přímo nedotkne.
V září 2010 označil ministr dopravy Vít Bárta projekt za příliš nákladný, a ačkoliv výstavba vysokorychlostního koridoru patřila k jeho dopravním prioritám, tunel samotný by realizován být neměl.
Plán tunelu byl oživen v roce 2019. Správa železniční dopravní cesty oznámila záměr podpořit výstavbu nového tunelu a současnou železniční trať kopírující údolí Berounky přenechat příměstským vlakům. Opustila také levnější variantu F, k níž se přikláněla ještě začátkem roku a podle které měla být pouze napřímena trať mezi Radotínem a Řevnicemi dvěma kratšími tunely. Varianta F byla opuštěna například kvůli nemožnosti snížení hlukové zátěže v úseku Řevnice–Beroun. Vybranou variantu schválila Centrální komise Ministerstva dopravy.
Po schválení Centrální komisí příprava pokračovala geotechnickým průzkumem a v roce 2024 stavba získala souhlasné stanovisko v procesu vyhodnocení vlivu na životní prostředí (EIA) vydané Ministerstvem životního prostředí.

## Popis projektu
Tunel v celkové délce 24,7 kilometrů má sestávat ze dvou souběžných jednokolejných tubusů vybudovaných ražbou metodou TBM na základě kruhového průřezu. Má začínat jižně od nádraží Praha-Smíchov v nadmořské výšce asi 200 metrů a dále vést zhruba pod Slivencem, Ořechem, Tachlovicemi, Mezouní a Sedlcem ve Svatém Janu pod Skalou. Tunel má mít tvar lehce zakřiveného oblouku z důvodu přizpůsobení geologickým poměrům (krasové jeskyně). Vyústění v Berouně má být v nadmořské výšce okolo 225 metrů. Ražba má trvat čtyři roky a probíhat ve dvou směrech současně, od Berouna a Tachlovic. Vytěžený materiál má být použit k rekultivaci lomu Holý Vrch poblíž Mořiny. 
Provoz v tunelu bude řízen systémem ETCS L2 a kvůli odporu vzduchu a sklonu místy až 7 ‰ bude omezen na maximálně sedm souprav za hodinu v každém směru.
Na trati by neměly být žádné mezilehlé stanice ani zastávky. U Svatého Jana pod Skalou by měl mít tunel čerpací objekt, u Tachlovic transformovnu, odvětrávání a přístupový tunel. 
V červnu 2019 byly ve hře dvě varianty: Tachlovický tunel o délce 24,7 km od barrandovského mostu (s napojením ke Smíchovu i na Branický most) k berounskému Závodí, a kratší varianta 18km Třebotovského tunelu začínajícího v Radotíně. Za favorita byla považována delší varianta, jejíž náklady se odhadovaly na 50 miliard korun. V listopadu 2019 Centrální komise Ministerstva dopravy vybrala variantu delšího tunelu o délce 24,8 km (varianta C-I), stavět se má v letech 2028 až 2035. Maximální rychlost v tunelu bude 200 km/h (pro nákladní vlaky 120 km/h), trať bude přizpůsobena smíšenému provozu osobní a nákladní dopravy.